# パンダエクスプレス

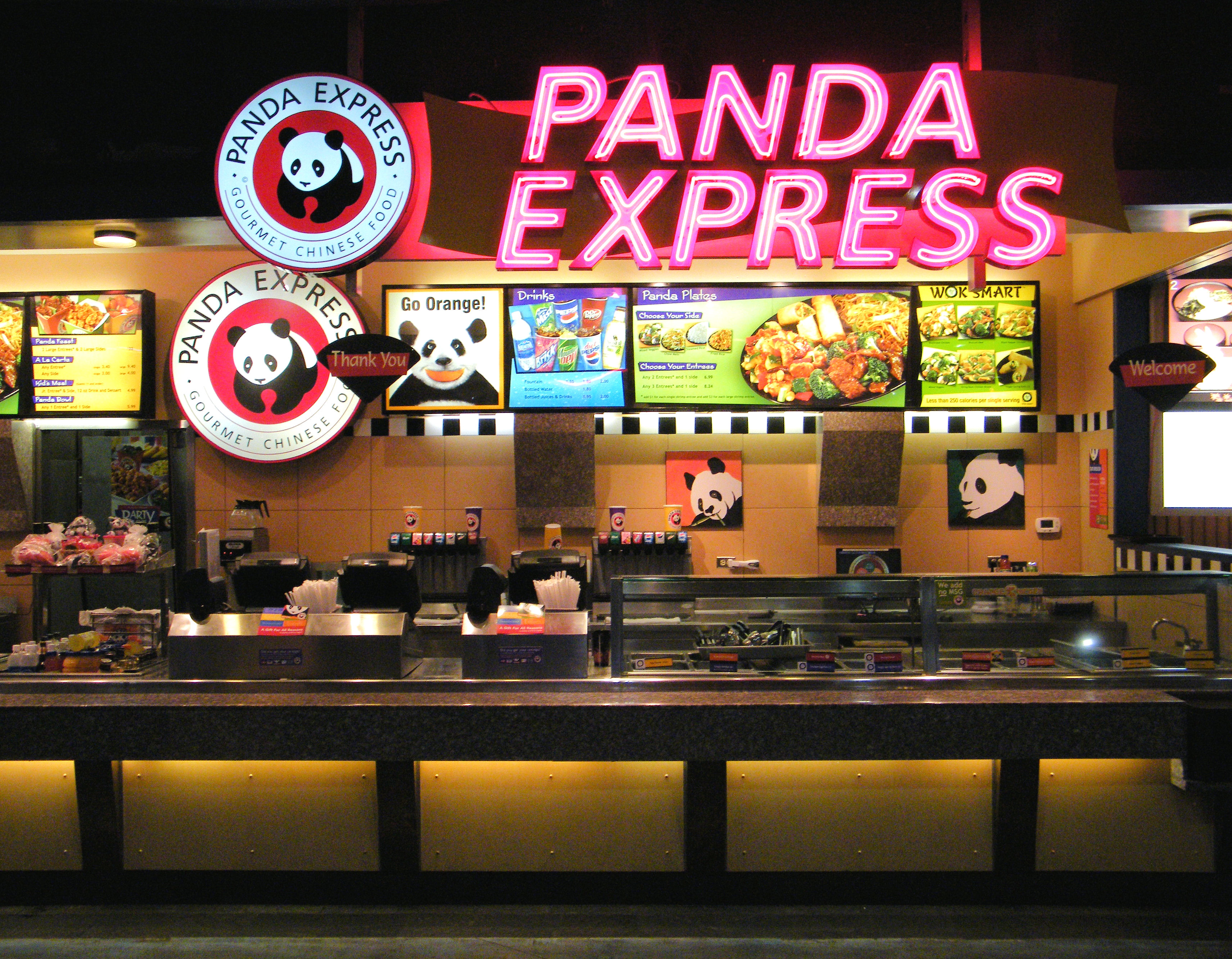
パンダエクスプレスの一店舗

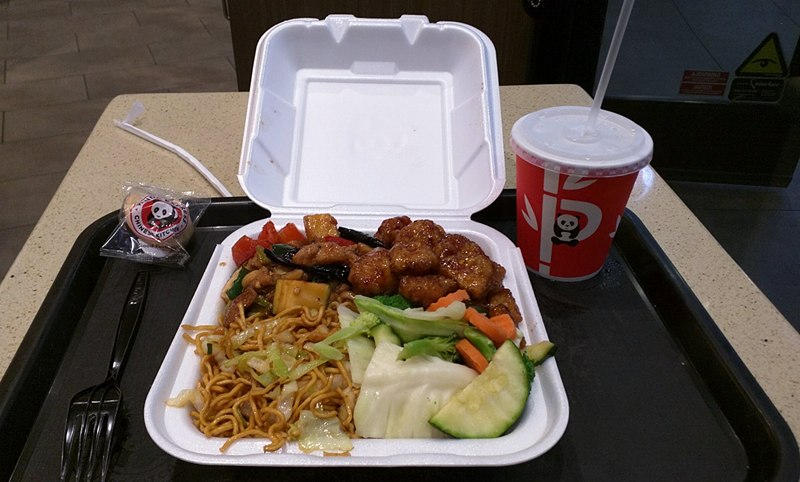
セットメニュー一例

パンダエクスプレス（Panda Express）はアメリカ風中華料理を提供するファミリーレストランのチェーン店。アメリカ合衆国ではもっとも多い中華料理レストランチェーンのひとつ。パンデックス（PANDEX）と略される。

## 特徴
アメリカ合衆国ではショッピングセンター、スーパーマーケット、空港、駅、遊園地、スタジアム、大学キャンパス、ペンタゴンなどにある。アメリカ合衆国では37の州に1,054箇所にあり、同国でもっとも大きな中国料理チェーン店のひとつである。その他プエルトリコにもある。
日本にも橋本サティ、神戸ハーバーランド、京都北山、伊勢丹京都駅店などにあったが閉店し、日本から撤退した。
その後、博多一風堂を運営する力の源ホールディングスとの間で合弁会社 「I&P RUNWAY JAPAN」を設立し、2016年11月25日に、ラゾーナ川崎プラザ内のフードコートに再上陸1号店を開店させた。2022年3月に力の源HDとの合弁を解消し、以後は直営で運営している。
取り扱っているメニューは多く、オレンジチキン、ブロッコリービーフ、中華風チキン、宮保鶏丁などがある。セットメニューとしてチャーハン、蒸しご飯、炒麺、ミックスベジタブルなどとの組み合わせがある。仕入れ材料の段階からグルタミン酸ナトリウムを使用していないのが特徴。パンダエクスプレスの本社はカリフォルニア州ローズミードにある。
もっとも収益を上げているのはホノルルのアラモアナセンターにある店で、年間4百万ドル以上である。チップ収入に頼る低賃金の業界でノー・チップ制をとり、7つの習慣、ランドマーク・ワールドワイドの自己啓発セミナーを利用して従業員をモチベートすることでマスコミに取り上げられ、物議をかもすことでも知られる。

## 歴史
パンダ・イン、パンダエクスプレス、ヒバチさん（日本料理店）を経営するパンダレストラングループは、アンドリュー・チェン（Andrew J.C. Cherng）が父と共に設立した。1973年、カリフォルニア州パサデナにパンダ・イン1号店を出店した。
1983年にショッピングモールのグレンダール・ガレリアのマネージャー、ドナヒュー・エステート(Donahue Schriber Real Estate)が、チェンにパンダ・インをファストフード店に変えてオープンするように持ちかけ、パンダエクスプレスが誕生した。それをきっかけにしてパンダエクスプレスは全米に広まった。
2004年にはドライブスルーのある独立した店舗も作っている。2007年にパンダレストラングループは年間売上高1億ドルを突破し、従業員数も1万3千人を超えた。2008年、アンドリュー・チェンは妻と共にLAX沿岸商工会議所（the LAX Coastal Area Chamber of Commerce）から2008年ロサンゼルス市賞を贈られた。

## 日本でのメニュー
サイズ
- ボウル - ベース＆メイン1品
- プレート - ベース＆メイン2品
- ビックプレート - ベース＆メイン3品

ベース（主食）
- ブラウンライス（玄米）
- ホワイトライス（白米）
- ミックスベジタブル
- フライドライス
- チャオメン（炒麺）

メイン（主菜）

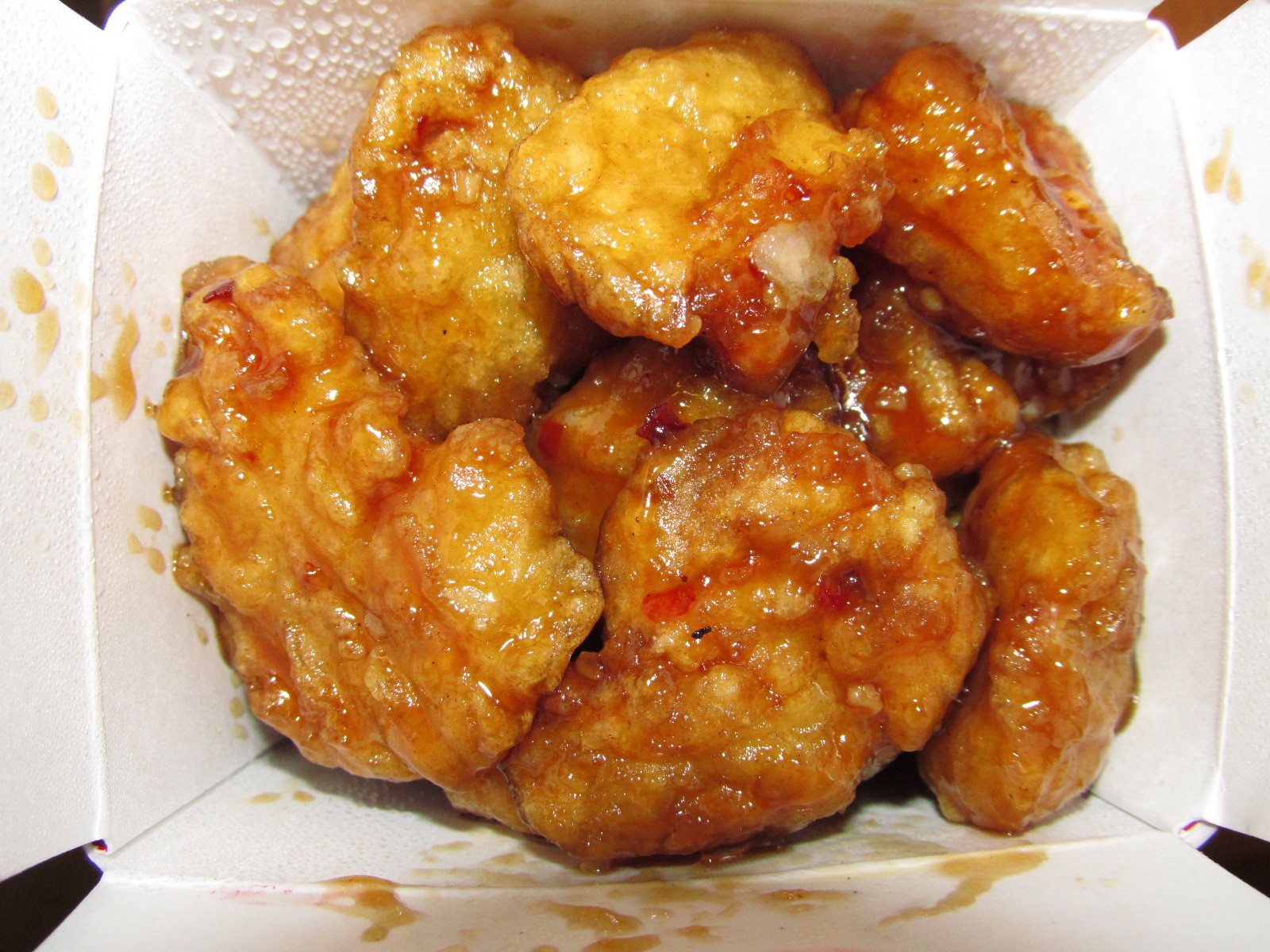
オレンジチキン

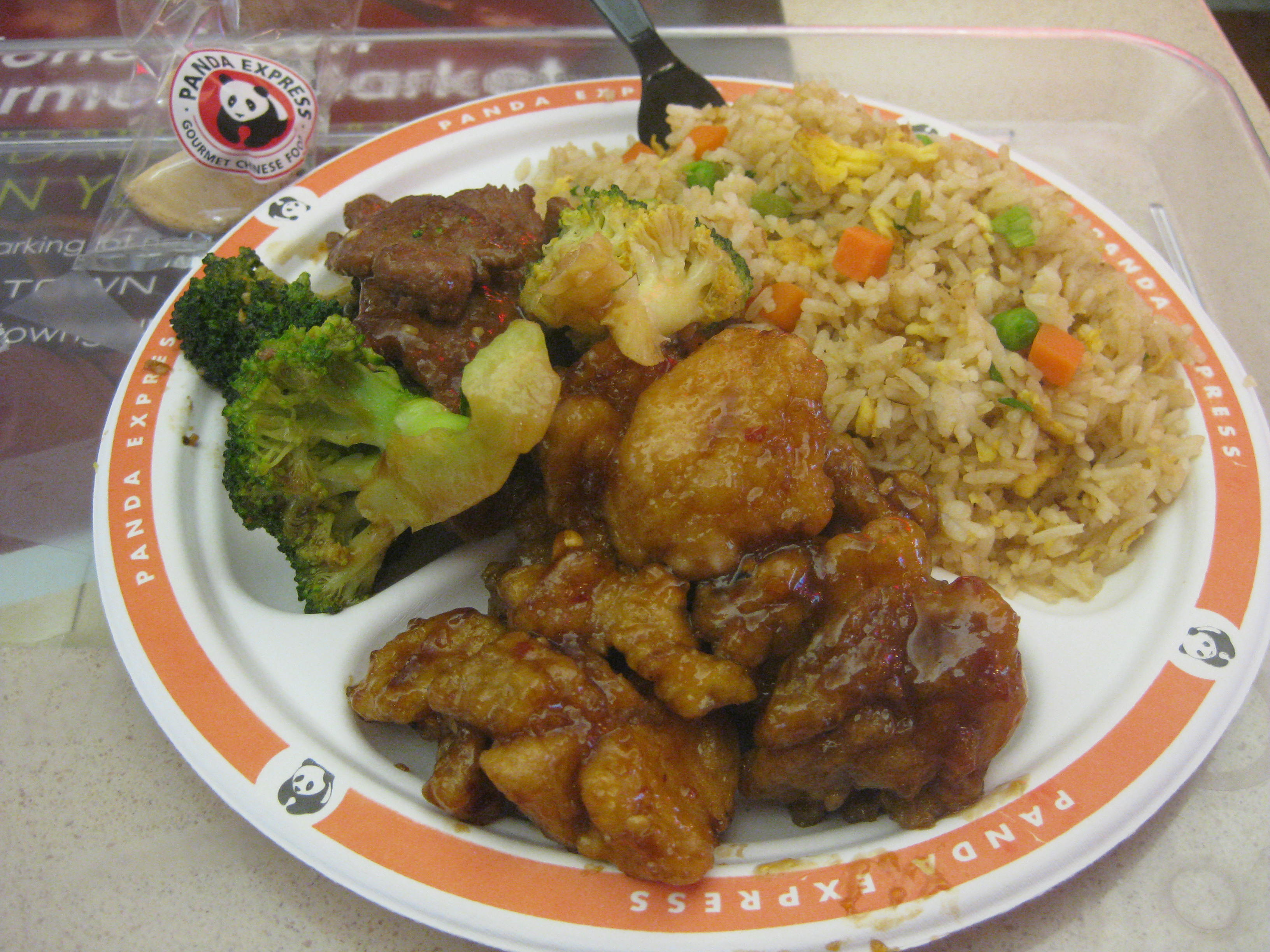
ベースのフライドライスと、ブロッコリービーフ、オレンジチキン

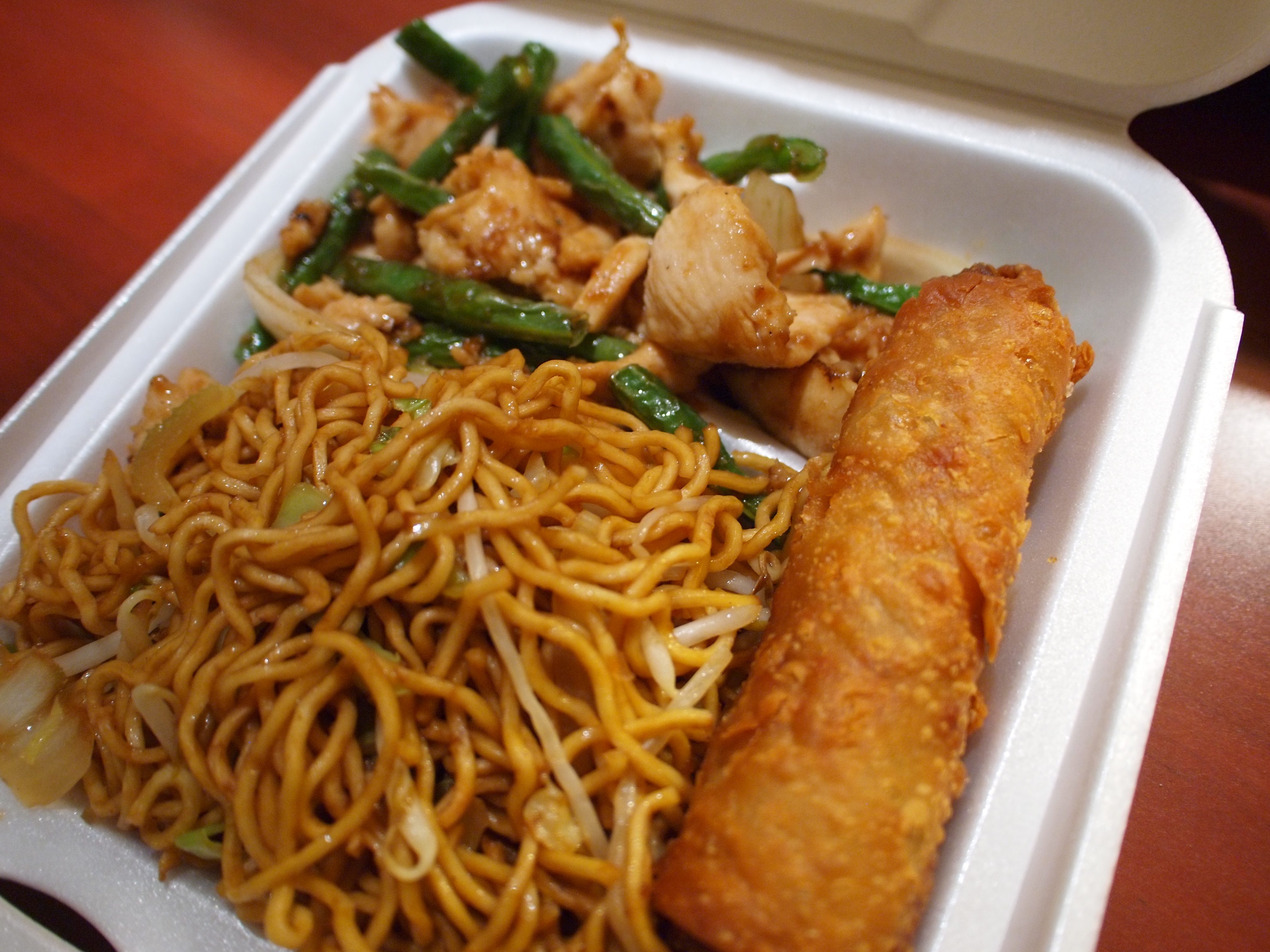
ベースのチャオメン（炒麺） とメイン２種類

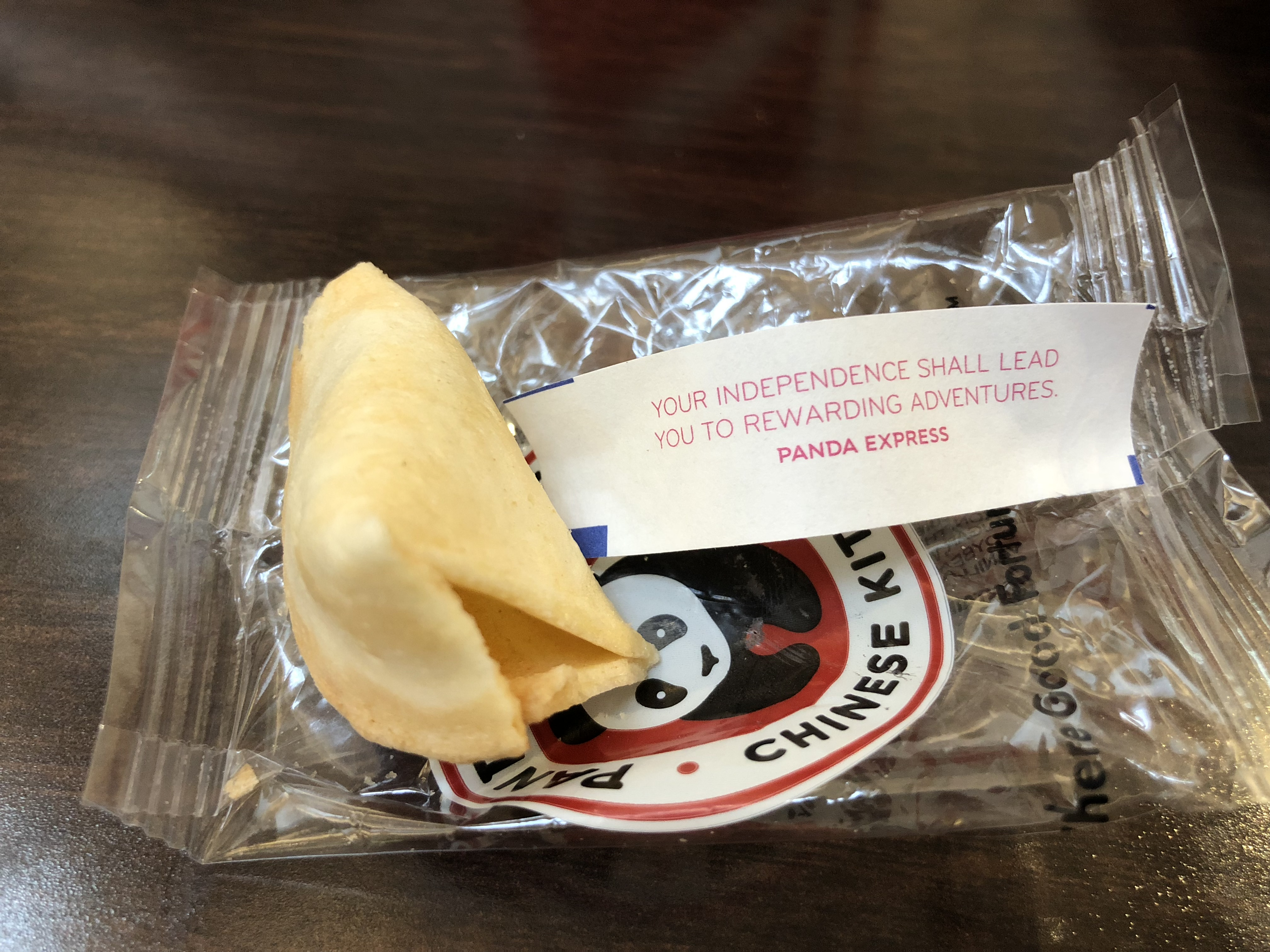
フォーチュンクキ

- オレンジチキン - 1987年に登場して以来、看板メニューとして知られる。
- モンゴリアンポーク
- ブロッコリービーフ
- ファイブフレーバーシュリンプ
- エッグプラントトーフ
- グリルドマンダリンチキン
- クンパオチキン
- マーポー トーフ
- ハニーウォールナッツシュリンプ - 2022年、日本上陸。
- ブラックペッパーサーロインステーキ
- マッシュルーム チキン
- ブラックペッパー チキン
- シャンハイステーキ（販売終了）

サイド
- クリームチーズラングーン
- スプリングロール

スープメニュー
- エッグフラワースープ